# Polyscias aculeata
Polyscias aculeata är en araliaväxtart som först beskrevs av Joseph Decaisne och Jules Émile Planchon, och fick sitt nu gällande namn av Hermann Harms. Polyscias aculeata ingår i släktet Polyscias och familjen Araliaceae. Inga underarter finns listade.